# Hiltruda
Hiltruda (715 – 754) foi uma duquesa consorte da Baviera, filha de Carlos Martel e sua primeira mulher Rotruda de Tréveris. Após a morte de seu pai em 741, fugiu para Ratisbona, seguindo conselho de sua sogra Suanachilda, filha de Teodão da Baviera, onde no mesmo ano casou com Odilão da Baviera. Teve com ele um filho, o mais tarde duque Tassilão III.